# Marianne Loir

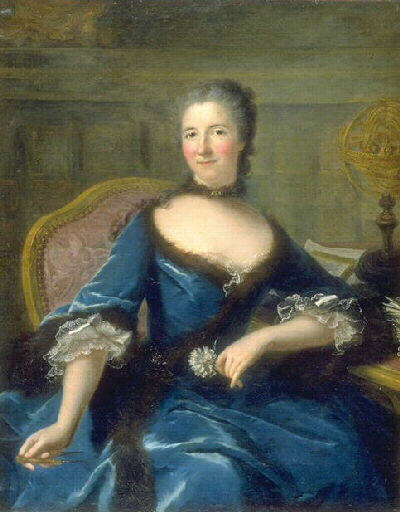
Gabrielle Emilie Le Tonnelier de Breteuil

Marianne Loir (Parigi, 1705 – Parigi, 1783) è stata una pittrice francese.

## Biografia
Figlia di Nicolas Loir, orafo parigino, e sorella minore del noto scultore Alexis III Loir (1712-1785), Marianne crebbe in un ambiente di artisti e non poté fare a meno di seguire la strada dell'arte. Ancora ragazza venne accettata nell'atelier di Jean-François de Troy (1679-1752) per apprendere l'arte della pittura e, in particolare, della ritrattistica. Poiché in quel periodo Troy era già Direttore dell'Accademia di Francia a Roma, Marianne lo raggiunse e visse a Roma dal 1738 al 1746. Tornata a Parigi, vi rimase per nove anni. Nel 1755 si trasferì in Provenza ma, probabilmente, si spostò in diverse città, soggiornando (forse) anche a Pau e a Tolosa, e divenendo quindi membro dell' "Accademia di Belle arti" di Marsiglia.
Nel 1763 rientrò definitivamente a Parigi, dove, nel settembre dello stesso anno, ebbe l'opportunità di ritrarre il giovane Antoine Duplas. Di lei si conoscono solo dieci opere sicure, datate e firmate, che la Loir eseguì fra il 1745 e il 1769, anno della sua scomparsa all'età di 54 anni. Nella collezione del "Museo Nazionale di Donne Artiste" di Washington è presente un Ritratto di Madame Geoffrin, presunta opera di Marianne Loir. È probabile che molti suoi ritratti facciano parte di collezioni private non tutte conosciute.

## Opere
Disegni, acquarelli

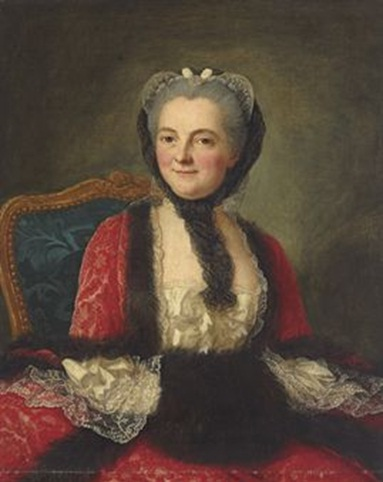
Ritratto di signora dal vestito rosso

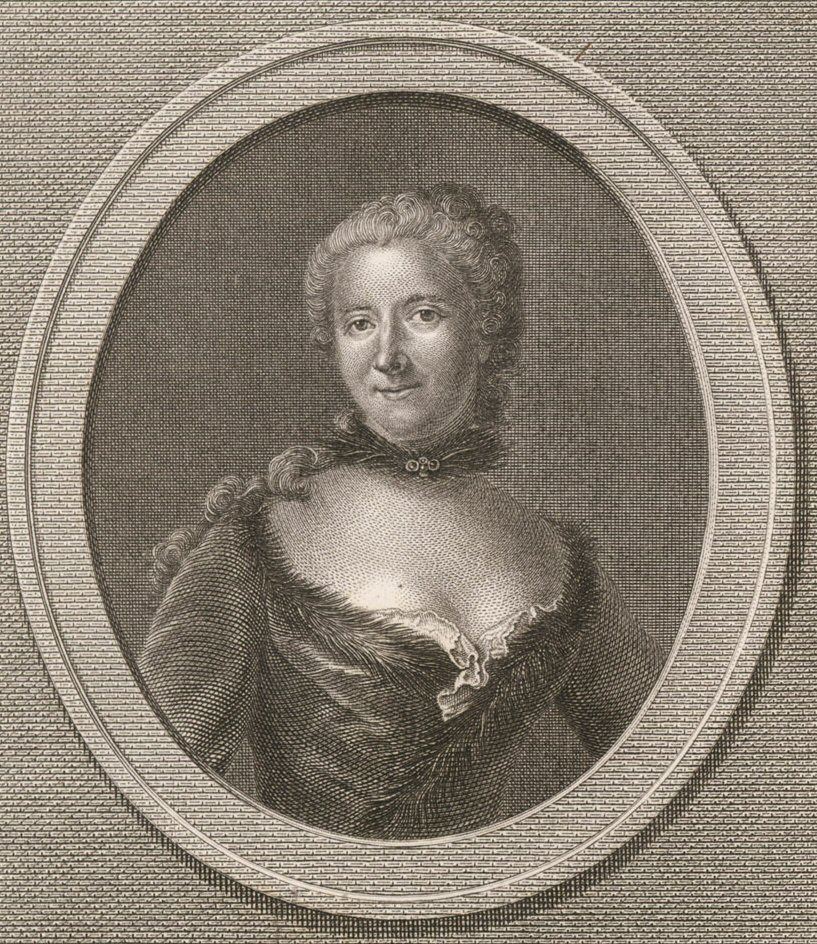
Emilia di Chatelet

- Ritratto di ragazza, (opera attribuita).

 Dipinti
- 1737  -  Ritratto  del Duca di Borbone.
- 1740  -  Ritratto di Gabrielle Emilie Le Tonnelier de Breteuil, Marchesa du Châtelet. - Museo di Bordeaux. Attribuzione del 1803. Restaurato nel 1969 e nel 1971.
- 1740  -  Ritratto in miniatura di Emilie du Châtelet  - Collezione Jane Birkenstock a San Jose, USA.
- 1740  -  Ritratto di Marie Charles Auguste Grimaldi (1722-1749), Conte di Matignon, fratello del Principe di Monaco (attribuito). - Museo di Saint-Lô.
- 1749  -  Ritratto di Maurice de Saxe - Collezione Jacques d'Alençon.
- 1750  -  Ritratto di gentiluomo che scrive (attribuito). - Museo Bowes, Regno Unito
- 1750  -  Ritratto d'uomo - Museo di Orléans.
- 1760  -  Ritratto di Madame Geoffrin. Presunto. - National Museum of Women in the Arts. Washington, USA.
- 1760  -  Ritratto del Cavaliere de Fleury.
- 1761  -  Ritratto di un uomo con libro.
- 1763  -  Ritratto di Antoine Vincent Louis Barbe Duplas, all'età di 9 anni - Museo di Tours.
- 1763  -  Ritratto di Marion de Mersan, (presunto).
- n. d.    -   Bambino con rastrello - Museo di Tours.
- n. d.    -  Ritratto di J. N. Regnault - Museo di Versailles.
- n. d.    -   Ritratto di donna con uno spartito musicale, (attribuito).
- n. d.    -  Ritratto di Madame de Séran, (presunto).
- n. d.    -  Ritratto di gentiluomo.
- n. d.    -  Ritratto della Contessa de la Ferrière.
- n. d.    -  Bildnis des Gabriel Nicolas Silvain de Montaignac d'Estan - san im alter von zehn jahren.
- n. d.    -  Ritratto d'uomo seduto al suo scrittoio,(attribuito).
- n. d.    -  Ritratto di Monsieur de la Blotterie, (presunto). (Esposto alla galleria Frédérick Chanoit di Parigi)
- n. d.    -  Ritratto  di uomo vestito con un saio.
- n. d.    -  Ritratto di un suonatore di viola.
- n. d.    -  Ritratto  di donna seduta con un vestito rosso.
- n. d.    -  Ritratto di giovanetta che tiene una ghirlanda di fiori.

## Riconoscimenti
- - Membro dell' " Accademia di Belle arti di Marsiglia"